# Lasiopogon terricola
Lasiopogon terricola là một loài ruồi trong họ Asilidae. Lasiopogon terricola được Johnson miêu tả năm 1900. Loài này phân bố ở vùng Tân Bắc giới.